# Patenverein
Ein Patenverein ist dadurch gekennzeichnet, dass der Verein eine oder mehrere Patenschaften hat. Innerhalb des Brauchtums von Vereinsleben übernimmt der Patenverein für einen anderen Verein Verpflichtungen. Es sind auch Patenvereine bekannt, die als Zusammenschluss mehrerer Paten mit unterschiedlichsten Zielen fungieren.

## Patenverein im Brauchtum
Der Patenverein übernimmt unterschiedliche Verpflichtungen für ein anderes Subjekt. Je nach Ausgestaltung kann dies eine besondere Rolle bei der Gründung von anderen Vereinen sein oder auch zur Hervorhebung eines besonders engen Verhältnisses zwischen Vereinen dienen. 

### Patenbitten
Eine in Süddeutschland bekannte Ausgestaltung des Brauchtums wird als „Patenbitten“ praktiziert. Bevor ein Patenverein seine Rolle offiziell übernimmt, wird darum gebeten. Dazu reist ein Großteil der Mitglieder, angeführt von der Vorstandschaft, bei Feuerwehren auch der Kommandantschaft und der Bürgermeister, zum zukünftigen Patenverein. Sie übergeben Geschenke und tragen ihre Bitte, häufig in gereimter Form vor. Diese wird zuerst abgelehnt, aber nach der Bewältigung mehrerer Aufgaben dann doch übernommen. Oft gehört das „Scheitlknien“ (das Knien auf einem Holzscheit), handwerkliche Aufgaben mit schlechtem Werkzeug wie das Schneiden eines Holzstückes mit einer stumpfen Säge und andere Geschicklichkeitsübungen nach Verzehr von Spirituosen zu den Aufgaben. Nach derlei Prüfungen wird die Bitte nochmals vorgetragen und üblicherweise einstimmig angenommen.

### Ehrenrang
Bei Vereinsfeiern spielt der Patenverein eine hervorgehobene Rolle. Beispielsweise wird ein Patenverein beim Gründungsfest/Jubiläumsfeiern besonders begrüßt und nimmt nicht wie die anderen Gastvereine nur am Kirchzug oder Festzug teil, sondern auch bei weiteren Programmpunkten wie den Ehrenabend und dem Totengedenken teil. Im Festzug nimmt der Patenverein einen Ehrenplatz ein. Der Pate übergibt meist auch ein Fahnenband um die Freundschaft der beiden Vereine zu bekunden. Diese und weitere Fahnenbänder bleiben als Zeichen der Verbundenheit bei der Fahne des annehmenden Vereins.

### Fahnenweihe
In Regionen Niederbayerns ist die Anerkennung durch einen Patenverein eine der Voraussetzungen für die Fahnenweihe. Im Rahmen dieses ritualisiertem christlichen Brauchtums stiftet der Patenverein die Fahnenbänder für die der Einsegnung der Fahne. Es ist auch möglich, dass Fahnenbänder von mehreren Patenvereinen kommen. Die Entstehungszeit des Brauches ist unbekannt. Auch wird er in verschiedenen Regionen unterschiedlich praktiziert.

## Patenvereine von Hilfs- und Spendenorganisationen
Im Rahmen von Patenschaften gibt es Vereine, die als Zusammenschluss einer Anzahl von Paten mit bestimmten Förderzielen dienen. Besonders bekannt sind internationale Spender-Kinderpatenschaften. Auch örtliche Patenschaften und regionale tätige Vereine wie die Schweizer Patenschaft für Berggemeinden sind bekannt.